# 4. vestlige længdekreds
Den 4. vestlige længdekreds (eller 4 grader vestlig længde) er en længdekreds, der ligger 4 grader vest for nulmeridianen. Den løber gennem Ishavet, Atlanterhavet, Europa, Afrika, det Sydlige Ishav og Antarktis.